# Кокшетау (возвышенность)
Возвышенность Кокшетау также Кокшетауская возвышенность (каз. Көкшетау қыраты; ранее Кокчетавская возвышенность) — низкогорный массив в Казахстане, высотой до 947 м (г. Кокшетау). Северная часть Казахского мелкосопочника. Расположена к северо-западу от основного массива мелкосопочника.

## География
Кокшетауская возвышенность расположена изолированно к северо-западу от основного массива Казахского мелкосопочника. Состоит из слабо связанных между собой массивов (водораздел хорошо выражен только в центральной части). На северо-востоке расположен массив Бурабай (с севера на юг: гора Кокшетау 947,6 м, гора Бурабай — 690,0 м, гора Жеке-Батыр — 826,2 м) — самая высокая часть возвышенности. Южнее находится Макинская возвышенность (516 м). К югу от водораздела Сандыктау (626 м) и Жаксытукты (596 м), на водоразделе расположены горы Зерендинские (587 м) и Жыланды (654 м). В западной части возвышенности — расчленённые долинами рек Акканбурлык и Иманбурлык массивы Жаксы-Жалгызтау (729 м), Имантау (621 м), Айыртау (523 м). Северо-западнее расположены сопки Сырымбет (409 м), известные расположенной рядом усадьбой Айганым, бабушки Чокана Валиханова. К северу от водораздела находятся массив Еликты (502 м), нависающий над долиной реки Шагалалы, и расположенная изолированно Жаман-сопка (372 м).

## Рельеф и гидрография
Горы сформированы из гранитов девонского и силурийского периода. Склоны сильно изрезаны в результате образования тектонических трещин, измельчения гранита, денудации. С горы берет начало река Кылшакты.

## Климат
Климат континентальный, недостаточно увлажнённый. По Западно-Сибирской равнине часто проникают холодные воздушные массы из района Карского моря. Зима холодная, средняя температура января −18°С, минимальная −46°-48°С. Лето умеренно сухое, теплое, средняя температура июля +19 +20°С, максимальная до +42°С. Среднегодовое количество осадков 400—460 мм, на северных и западных наветренных склонах до 500 мм.

## Растительность
Склоны покрыты сосновым лесом. В понижениях берёзово-осиновые мелколиственные леса. В северных предгорьях лесостепь и на выходах скальных пород сосновые боры, в южных — лесостепь и степные участки.
В северо-западной части возвышенности — национальный парк Кокшетау.

## Галерея

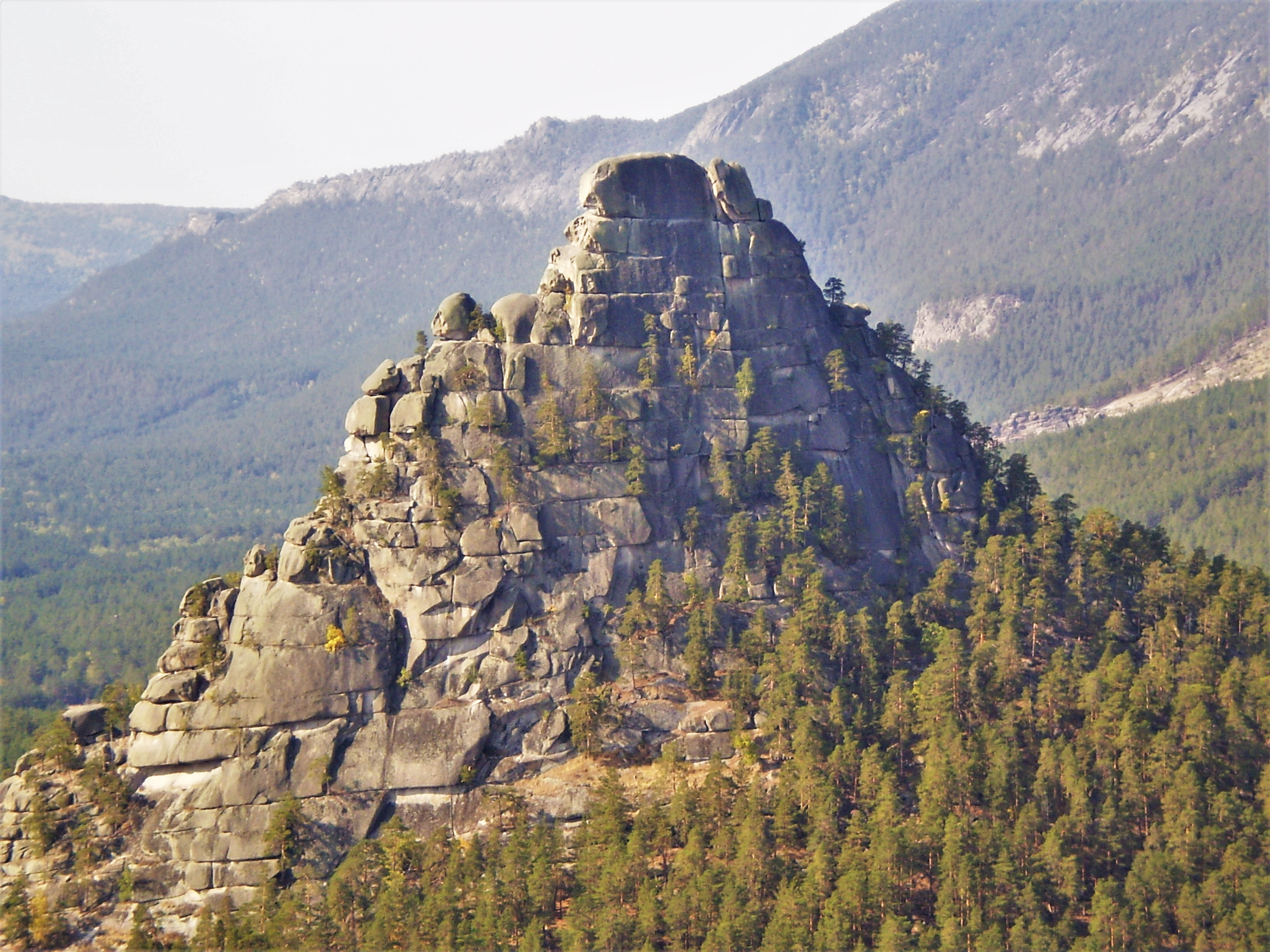
Бурабай
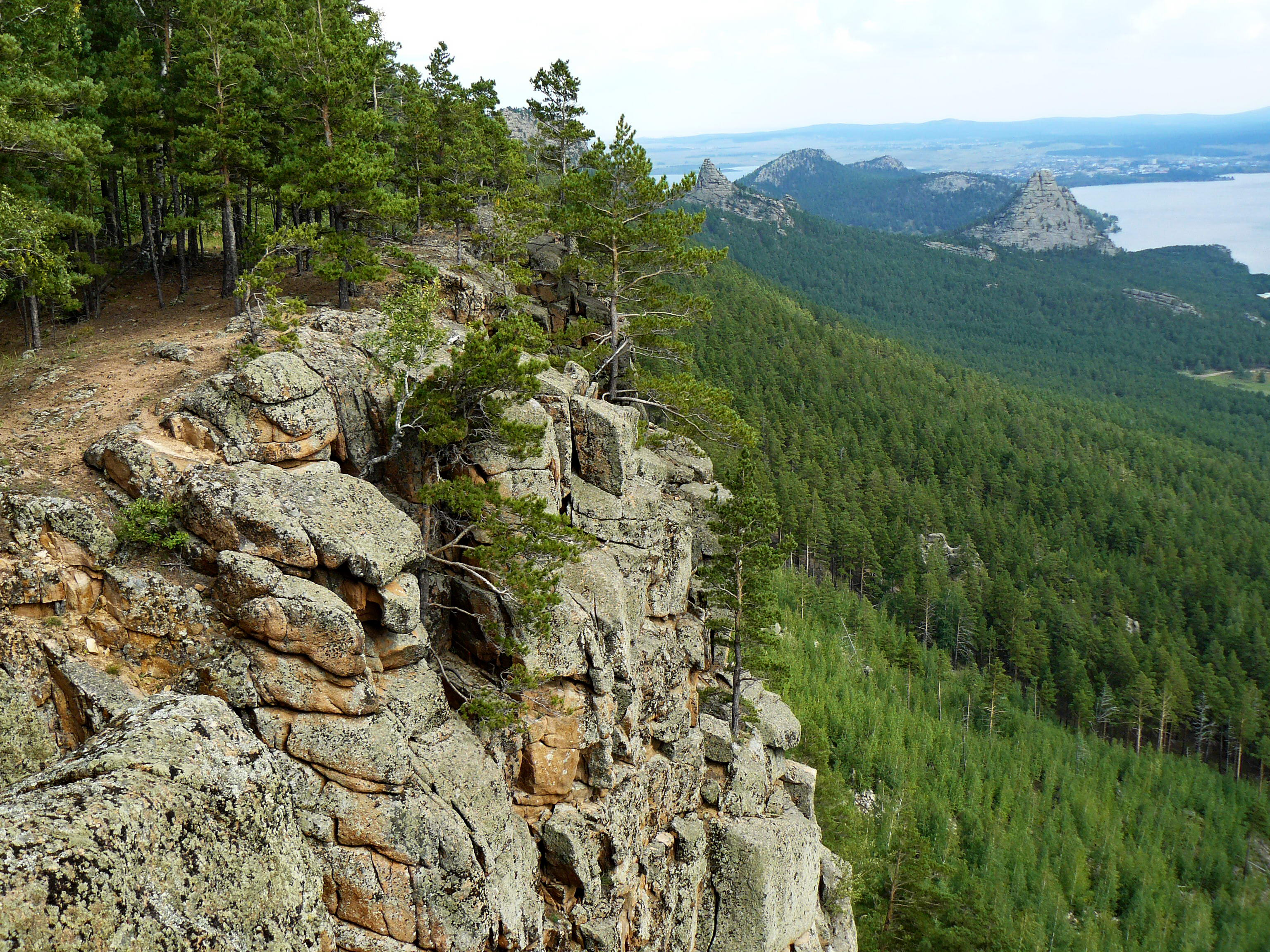
Бурабай. г. Кокшетау. Вид с раздвоенного утёса